# Silver Springs (Nevada)
Silver Springs is een plaats (census-designated place) in de Amerikaanse staat Nevada, en valt bestuurlijk gezien onder Lyon County.

## Demografie
Bij de volkstelling in 2000 werd het aantal inwoners vastgesteld op 4708.

## Geografie
Volgens het United States Census Bureau beslaat de plaats een oppervlakte van 203,5 km², waarvan 187,6 km² land en 15,9 km² water.

## Plaatsen in de nabije omgeving
De onderstaande figuur toont nabijgelegen plaatsen in een straal van 40 km rond Silver Springs.